# Азюр
Азю́р (фр. Azur) — муніципалітет у Франції, у регіоні Нова Аквітанія, департамент Ланди. Населення — 942 особи (01.01.2021).
Муніципалітет розташований на відстані близько 630 км на південний захід від Парижа, 130 км на південний захід від Бордо, 65 км на захід від Мон-де-Марсана.

## Демографія
Динаміка населення (INSEE  ):

## Економіка
2010 року серед 365 осіб працездатного віку (15—64 років) 274 були активними, 91 — неактивною (показник активності 75,1%, у 1999 році було 70,4%). З 274 активних мешканців працювало 247 осіб (138 чоловіків та 109 жінок), безробітними було 27 (11 чоловіків та 16 жінок). Серед 91 неактивної 16 осіб було учнями чи студентами, 44 — пенсіонерами, 31 була неактивною з інших причин.

У 2010 році в муніципалітеті числилось 268 оподаткованих домогосподарств, у яких проживали 623,0 особи, медіана доходів виносила 18 582 євро на одного особоспоживача